# Karl August Aerttinger

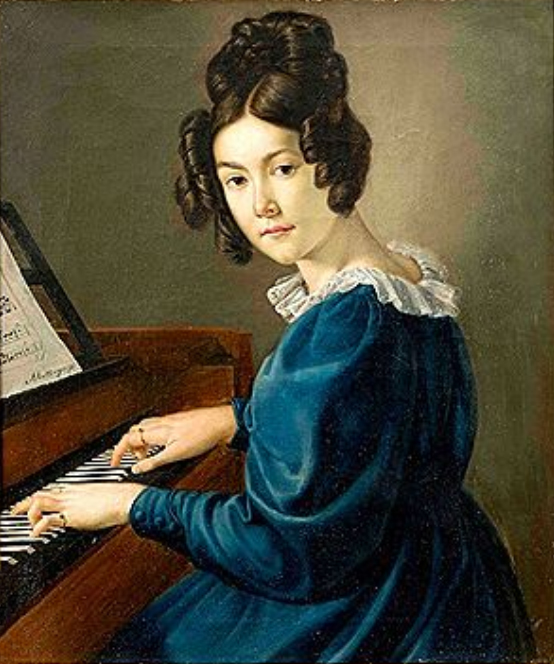
Mädchen am Spinett

Karl August Aerttinger (* 17. April 1803 in München; † 30. April 1876 ebenda) war ein deutscher Schlachten-, Genre- und Landschaftsmaler.
Aerttinger studierte an der Königlichen Kunstschule Augsburg bei Klemens von Zimmermann, ab dem 27. Oktober 1827 Historienmalerei an der Königlichen Akademie der Künste in München und ab 1830 bis 1831 an der  École des Beaux-Arts in Paris.
Nach dem Studium war er als Porträtmaler tätig. 1846 kam er nach Wien, wo er die kaiserliche Familie zu Pferde malte sowie den Erzherzog Karl mit den sämtlichen österreichischen Generälen aus dem Jahr 1809 porträtierte.
Während des Ungarischen Unabhängigkeitskrieges schloss er sich 1849 in der Festung Komorn als Schlachtenmaler der russischen Armee an. Mit russischen Truppen kam er nach dem von Russen besetzten Warschau, wo er fünf Jahre lang als Hofmaler des russischen Statthalters von Polen und Fürsten von Warschau Iwan Fjodorowitsch Paskewitsch tätig war. Er malte Schlachtenbilder vom Persischen Feldzug (1826 bis 1828) nach historischen Quellen. Er schuf auch 1853 zahlreiche Schlachtenbilder vom Krim-Feldzuge des Fürsten. 1854 kam er nach Deutschland zurück und beschäftigte sich seitdem mit der Genre- und Landschaftsmalerei.